# Piero Pasinati
Pietro Pasinati detto Piero (Trieste, 21 luglio 1910 – Trieste, 15 novembre 2000) è stato un calciatore e allenatore di calcio italiano, di ruolo attaccante.
Con le sue 281 partite in alabardato, detiene il record di presenze nella Triestina con la quale ha anche segnato 31 reti, con la Nazionale ha vinto i Mondiali del 1938 in Francia.

## Biografia
È nato a Trieste nel rione di San Giacomo; Nereo Rocco nascerà nel suo stesso condominio due anni dopo, il legame tra i due sarà sempre molto forte.

## Carriera

### Giocatore

#### Inizi
Inizia subito a giocare nelle giovanili della Triestina, ed esordisce in prima squadra a 17 anni (stagione 1927-1928) giocando da ala destra (nel corso della sua carriera si adatterà a quasi tutti i ruoli, compreso il terzino). Già nella stagione 1929-1930, primo campionato di Serie A a girone unico, Pasinati è un titolare fisso nella Triestina, giocando da mediano destro.

#### L'affermazione
Ventenne, è leader della squadra alabardata e le prestazioni con il suo club inducono Vittorio Pozzo a convocarlo in Nazionale per la partita contro la Svizzera nel 1936 (con gli azzurri collezionerà 11 gettoni, segnando 5 reti). Il campionato 1937-1938 è quello della consacrazione sia per Pasinati che per Colaussi, grazie anche al sesto posto conquistato dalla Triestina, e i due (assieme all'aggregato Chizzo) vengono convocati per i mondiali francesi. Il contributo di Pasinati alla conquista mondiale è limitato ad una sola presenza, negli ottavi di finale contro la Norvegia, dove fornisce l'assist a Silvio Piola per la rete del 2-1.
Dopo un'altra stagione a Trieste (la dodicesima se si considera anche i campionati prima del 1929-1930), viene acquistato assieme a Chizzo dal Milan, dove gioca per un solo anno (3 reti in 21 partite), dato che a fine campionato verrà ceduto al Novara con cui retrocederà in Serie B dopo 29 presenze e 6 gol.

#### Il ritorno
Nella stagione 1941-1942 viene riacquistato dalla Triestina, e giocherà con l'Unione anche la stagione successiva, prima dell'interruzione bellica. La Triestina in quegli anni è stata una delle prime formazioni a giocare con il libero, tattica che successivamente sarà imperante in quasi tutto il mondo calcistico. Nel primo campionato del dopoguerra, 1945-1946, ormai trentacinquenne, Piero è ancora in forza alla Triestina, anche se alla fine giocherà solo poche gare.

#### Gli ultimi scampoli di carriera
Nel campionato seguente, 1946-1947, verrà ceduto alla Cremonese, in Serie B, e chiuderà definitivamente con il calcio giocato nel 1948-1949, con il San Giovanni, squadra dell'omonimo rione triestino militante in Serie C, all'età di 39 anni.

### Allenatore
Inizia la carriera di allenatore con il Ponziana in quarta serie, poi allenerà Sambenedettese (nel 1962-1963), Salernitana, Padova, Triestina (con cui retrocederà in B nel 1956-1957), Catanzaro, Crotone ed Empoli.
Finita la carriera di allenatore, si dedicherà completamente alla sua vetreria di famiglia, fino a pochi mesi prima della sua morte.

## Statistiche

### Cronologia presenze e reti in nazionale
| Cronologia completa delle presenze e delle reti in nazionale ― Italia | Cronologia completa delle presenze e delle reti in nazionale ― Italia | Cronologia completa delle presenze e delle reti in nazionale ― Italia | Cronologia completa delle presenze e delle reti in nazionale ― Italia | Cronologia completa delle presenze e delle reti in nazionale ― Italia | Cronologia completa delle presenze e delle reti in nazionale ― Italia | Cronologia completa delle presenze e delle reti in nazionale ― Italia | Cronologia completa delle presenze e delle reti in nazionale ― Italia |
| Data                                                                  | Città                                                                 | In casa                                                               | Risultato                                                             | Ospiti                                                                | Competizione                                                          | Reti                                                                  | Note                                                                  |
| --------------------------------------------------------------------- | --------------------------------------------------------------------- | --------------------------------------------------------------------- | --------------------------------------------------------------------- | --------------------------------------------------------------------- | --------------------------------------------------------------------- | --------------------------------------------------------------------- | --------------------------------------------------------------------- |
| 5-4-1936                                                              | Zurigo                                                                | Svizzera                                                              | 1 – 2                                                                 | Italia                                                                | Amichevole                                                            | -                                                                     |                                                                       |
| 17-5-1936                                                             | Roma                                                                  | Italia                                                                | 2 – 2                                                                 | Austria                                                               | Amichevole                                                            | 1                                                                     |                                                                       |
| 31-5-1936                                                             | Budapest                                                              | Ungheria                                                              | 1 – 2                                                                 | Italia                                                                | Amichevole                                                            | 1                                                                     |                                                                       |
| 25-10-1936                                                            | Milano                                                                | Italia                                                                | 4 – 2                                                                 | Svizzera                                                              | Coppa Internazionale                                                  | 1                                                                     |                                                                       |
| 15-11-1936                                                            | Berlino                                                               | Germania                                                              | 2 – 2                                                                 | Italia                                                                | Amichevole                                                            | -                                                                     |                                                                       |
| 13-12-1936                                                            | Genova                                                                | Italia                                                                | 2 – 0                                                                 | Cecoslovacchia                                                        | Amichevole                                                            | 1                                                                     |                                                                       |
| 23-5-1937                                                             | Praga                                                                 | Cecoslovacchia                                                        | 0 – 1                                                                 | Italia                                                                | Coppa Internazionale                                                  | -                                                                     |                                                                       |
| 27-5-1937                                                             | Oslo                                                                  | Norvegia                                                              | 1 – 3                                                                 | Italia                                                                | Amichevole                                                            | -                                                                     |                                                                       |
| 15-5-1938                                                             | Milano                                                                | Italia                                                                | 6 – 1                                                                 | Belgio                                                                | Amichevole                                                            | 1                                                                     |                                                                       |
| 22-5-1938                                                             | Genova                                                                | Italia                                                                | 4 – 0                                                                 | Jugoslavia                                                            | Amichevole                                                            | -                                                                     |                                                                       |
| 5-6-1938                                                              | Marsiglia                                                             | Norvegia                                                              | 1 – 2 dts                                                             | Italia                                                                | Mondiali 1938 - Ottavi di finale                                      | -                                                                     |                                                                       |
| Totale                                                                |                                                                       | Presenze                                                              | 11                                                                    |                                                                       | Reti                                                                  | 5                                                                     |                                                                       |

## Palmarès

### Giocatore

#### Nazionale
- Campionato mondiale: 1

Francia 1938

### Allenatore

#### Competizioni nazionali
- Serie C: 1

Catanzaro: 1958-1959